# Hadena softa
Hadena softa är en fjärilsart som beskrevs av Otto Staudinger 1897. Hadena softa ingår i släktet Hadena och familjen nattflyn. Inga underarter finns listade i Catalogue of Life.